# Borussia Dortmund
Borussia Dortmund, właśc. Ballspielverein Borussia 09 Dortmund e.V. – niemiecki klub sportowy z siedzibą w Dortmundzie, w którym główną rolę odgrywa sekcja piłki nożnej. Borussia była jednym z klubów-założycieli Bundesligi i jest jednym z najbardziej utytułowanych w Niemczech – na swoim koncie ma osiem tytułów mistrzowskich, pięć pucharów Niemiec, pięć Superpucharów Niemiec, Puchar Zdobywców Pucharów z 1966, a także Ligę Mistrzów z 1997 oraz Puchar Interkontynentalny z tego samego roku. Klub był jednym z założycieli nieistniejącej od 2008 roku grupy G-14 zrzeszającej największe kluby Europy.
Poza sekcją piłkarską klub Borussia Dortmund posiada drużynę piłki ręcznej oraz tenisa stołowego. W listopadzie 1999 drużyny piłkarskie Borussii zostały wydzielone do spółki Borussia Dortmund GmbH & Co. KGaA, która od 2000 jest notowana na frankfurckiej giełdzie papierów wartościowych, a posiadaczami akcji jest około 27 000 osób.

## Historia

### Wczesne lata
Klub założono 19 grudnia 1909 przez grupę młodych graczy piłkarskich ze społeczności chrześcijańskiej „Dreifaltigkeit” (niem. Trójca Święta), utworzonej dla asymilacji imigrantów z Polski, po kłótni z prowadzącymi klub księżmi spotkała się w dortmundzkiej piwiarni Zum Wildschütz i powołała nowy twór sportowy – klub Ballspiel – Verein Borussia 1909 Dortmund. Nazwa Borussia w łacinie oznacza Prusy, a swoje miano zawdzięczała pobliskiemu browarowi. Początkowo klub grał w niebiesko-białych strojach z czerwoną szarfą, czerwonymi skarpetkami i czarnymi spodenkami. W niedzielę 19 czerwca 1910 odbyło się posiedzenie zarządu związku, w hotelu Lünenschloß. Podczas spotkania doszło do połączenia trzech zespołów Ballspiel – Verein Borussia 1909 Dortmund, Britannia Dortmund i Rhenania Dortmund i utworzenia jednego tworu, którego pełna nazwa brzmiała Ballspiel Verein Borussia Dortmund.
W ciągu kolejnej dekady klub odnosił sukcesy jedynie w lokalnej lidze. W 1929 był bliski bankructwa po tym, jak próbowano podpisać kilka profesjonalnych kontraktów i znacznie przekroczono budżet.

### II wojna światowa i okres powojenny
Lata 30. rozpoczęły się od przejęcia władzy w Niemczech przez nazistów. Wszystkie kluby sportowe miały obowiązek podporządkowania się władzy, więc gdy ówczesny prezydent klubu August Busse odmówił dołączenia do partii, został odsunięty od klubu. Po roku banicji powrócił i zakorzeniał wśród piłkarzy, działaczy i kibiców Borussii antynazistowskie myślenie. Pod koniec wojny rozprowadzał wraz z innymi działaczami broszury antyhitlerowskie. Tymczasem klub awansował do wyższej ligi, jednak z powodu rozpoczęcia II wojny światowej został zlikwidowany przez nazistów. Po zakończeniu wojny w Dortmundzie stworzył się zespół o nazwie SG Borussia 1898 Dortmund, a w kilka dni później nastąpiło przemianowanie na obecną nazwę klubu: Ballspielverein Borussia von 1909 e.V. Dortmund. W 1949 Borussia gra pierwszy mecz w lidze narodowej, przegrywając 2:3 z VfR Mannheim. W 1956 piłkarze wygrali po raz pierwszy ligę, rok później powtórzyli swój wyczyn. W 1963 wygrali trzeci raz ligę, rok później założona została Bundesliga. W międzyczasie wygrali po raz pierwszy Puchar Niemiec. Dominacja w tej części Europy przełomu lat 50. i 60. została potwierdzona w 1966, gdy Borussia wygrała Puchar Zdobywców Pucharów.

### Bundesliga
W 1962 założono w pełni profesjonalną ligę niemiecką – Bundesligę. Borussia była wśród klubów-założycieli, jednak nie odniosła sukcesu w pierwszych rozgrywkach. Pierwszą bramkę na boiskach Bundesligi zdobył gracz Borussii, legendarny Friedhelm Timo Konietzka. Lata 70. przyniosły nowe problemy finansowe i pierwszy spadek z ligi (1972). W 1974 otwarto Westfalenstadion, na którym rozgrywano mecze MŚ 1974. Dwa lata później Borussia powróciła do Bundesligi. Lata 80. to okres ogromnego zadłużenia klubu i obrony przed spadkiem. W 1986 Borussia była najbliżej drugiej relegacji, jednak we wspaniały sposób wygrała 8:0 z SC Fortuna Kolonia i utrzymała się w lidze. W 1989 Borussia po raz drugi wygrała Puchar Niemiec, po tym sukcesie nadszedł czas na spłacenie długów, co pozwoliło BVB zakupić nowych graczy i trenera. Został nim Ottmar Hitzfeld. W 1995 i 1996 Borussia drużyna zwyciężyła w Bundeslidze, a jej piłkarz (Matthias Sammer) został wybrany najlepszym graczem Europy. W 1997 klub odniósł swój największy jak dotychczas sukces, wygrywając w Lidze Mistrzów, a następnie zdobywając Puchar Interkontynentalny.

### XXI wiek

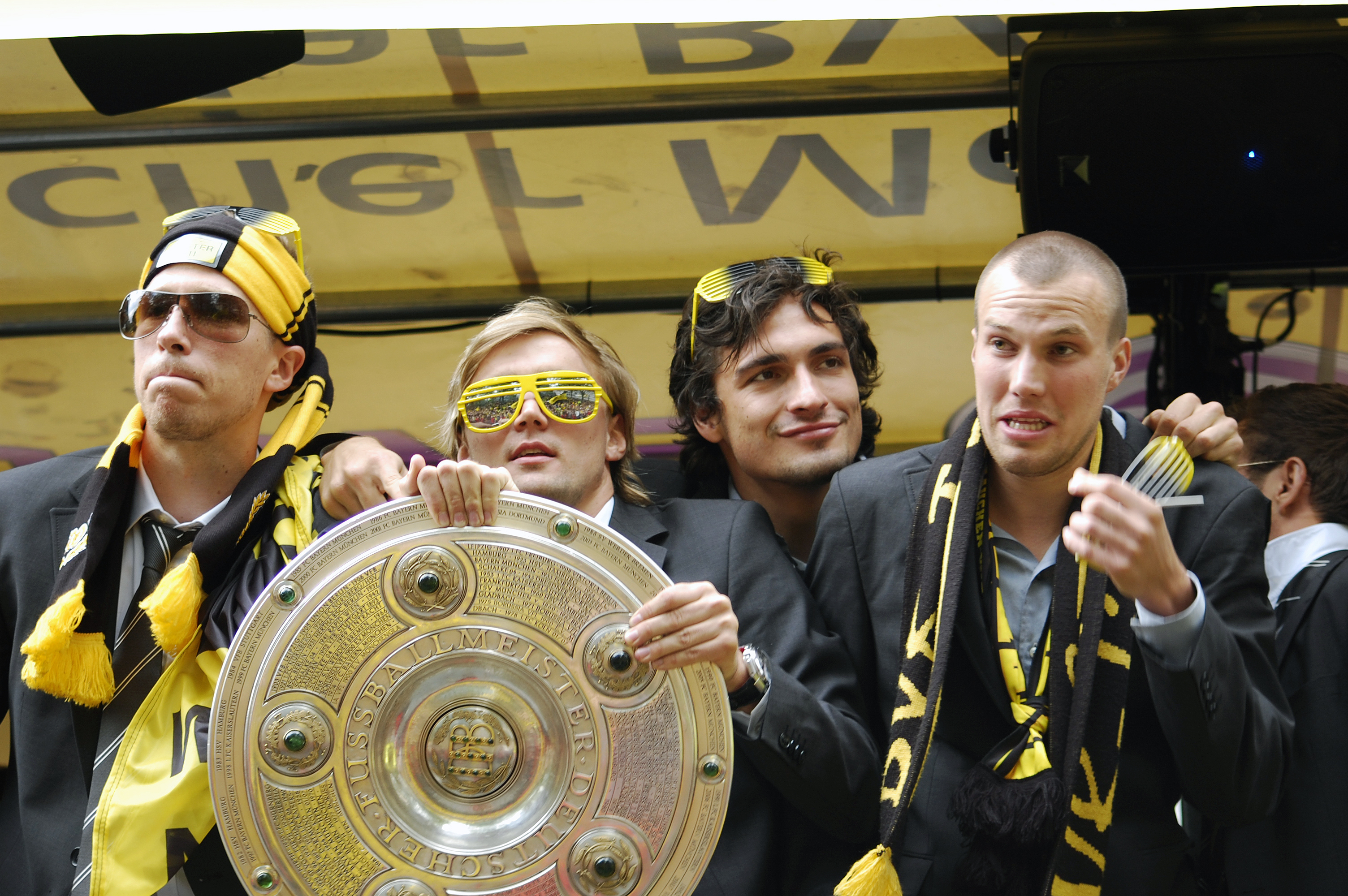
Piłkarze Borussii z paterą mistrzowską Bundesligi za zdobycie tytułu w 2011

Po ogromnych sukcesach lat 90. Borussia zaczęła grać słabiej. Klub nie potrafił nawet zbliżyć się do osiągnięć z lat 90. Zarząd postanowił wydawać większe pieniądze na nowych, ale kosztownych zawodników. W 2002 Borussia zdobyła mistrzostwo Niemiec. W tym samym roku BVB doszła do finału pucharu UEFA, gdzie przegrała z klubem prowadzonym przez Berta van Marwijka (późniejszego trenera BVB) Feyenoordem Rotterdam. Zła polityka finansowa klubu doprowadziła jednak po raz kolejny do ogromnego długu, co zakończyło się sprzedażą stadionu, wyprzedażą czołowych zawodników i w końcu wejściem na giełdę. Tym samym BVB stała się pierwszym niemieckim klubem debiutującym na giełdzie. W 2005 Borussia o mało nie zbankrutowała, jednak szybkie zmiany w zarządzie (wymiana Gerda Niebauma na Reinharda Rauballa na stanowisku prezydenta klubu) doprowadziły w ciągu dwóch lat do spłacenia 80% długu. Pod koniec 2006 roku Borussia wykupiła stadion i rozpoczęła przebudowę drużyny, co poskutkowało niską pozycją po zakończeniu sezonu. W 2008 roku nowym trenerem klubu został Jürgen Klopp.
Po 9-letniej przerwie, w sezonie 2010/2011 klub zdobył mistrzostwo Niemiec, w kolejnym sezonie obroniła tytuł mistrzowski, w dużej mierze dzięki Polakom występującym w klubie, w szczególności Robertowi Lewandowskiemu, który w sezonie 2011/2012 zdobył 22 gole, zajmując trzecie miejsce w klasyfikacji strzelców Bundesligi i będąc zarazem najlepszym strzelcem Borussii Dortmund w tym sezonie Bundesligi. 12 maja 2012 BVB zdobyła Puchar Niemiec pokonując w spotkaniu Bayern Monachium 5:2, z czego 3 bramki zdobył Robert Lewandowski, który razem z Piszczkiem oraz Błaszczykowskim wraz z kolegami stali się zdobywcami 2 tytułów w jednym roku. W Lidze Mistrzów zespół dotarł do finału, gdzie uległ 1:2 Bayernowi Monachium. Jedynego gola dla BVB zdobył İlkay Gündoğan. Również w Bundeslidze lepsi okazali się Bawarczycy, którzy zajęli pierwsze miejsce. W lipcu 2013 roku klub dokonał bardzo drogich transferów. Pozyskani zostali: Pierre-Emerick Aubameyang, Sokratis Papastatopulos oraz Henrich Mychitarian za łączną sumę 50 mln euro. Do Bayernu Monachium został sprzedany Mario Götze, zaś Felipe Santana przeniósł się do Schalke 04 Gelsenkirchen. 27 lipca 2013 roku Borussia sięgnęła po Superpuchar Niemiec ogrywając Bayern Monachium 4:2. Pierwszy mecz Borussii w sezonie 2013/14 odbył się 10 sierpnia przeciwko FC Augsburgowi. Podopieczni trenera Jürgena Kloppa zwyciężyli wysoko 4:0. Na początku sezonu 2014/2015 doszło do przełomowych zmian kadrowych w BVB. Skład opuścił za darmo Robert Lewandowski, który przeszedł do Bayernu Monachium z końcem kontraktu. W jego miejsce sprowadzono Adriana Ramosa i Ciro Immobile. Dodatkowo do klubu dołączył utalentowany Koreańczyk Dong-Won Ji. W ostatnim dniu okna transferowego do drużyny powrócił również za kwotę 8 mln euro Shinji Kagawa. Sezon 2014/2015 podopieczni trenera Kloppa rozpoczęli efektownym zwycięstwem u siebie 2:0 nad Bayernem Monachium broniąc tym samym Superpuchar Niemiec. Sezon ligowy rozpoczęli porażką u siebie 0:2 z Bayerem 04 Leverkusen. W tymże meczu padł rekord Bundesligi na najszybciej strzeloną bramkę. Gol padł w 8. sekundzie (niektóre źródła podają, że w 9. bądź 7.) a strzelcem był Karim Bellarabi. Sezon 2014/15 Borussia skończyła w Bundeslidze na miejscu 7 oraz udało się jej dostać do finału Pucharu Niemiec, przegrywając na Stadionie Olimpijskim z VfL Wolfsburg 1: 3

## Sukcesy

### Trofea międzynarodowe
| \| \| Zdobyte trofea w rozgrywkach międzynarodowych (stan na: 1-06-2024) \| |                                                                    |      |            |
| Rozgrywki                                                                   | Osiągnięcie                                                        | Razy | Sezon(y)   |
| Puchar Interkontynentalny                                                   | zdobywca                                                           | 1    | 1997       |
| Puchar Interkontynentalny                                                   | finalista                                                          | –    |            |
| · Liga Mistrzów · (Puchar Europy)                                           | zdobywca                                                           | 1    | 1997       |
| · Liga Mistrzów · (Puchar Europy)                                           | finalista                                                          | 2    | 2013, 2024 |
| · Liga Europy · (Puchar UEFA)                                               | zdobywca                                                           | –    |            |
| · Liga Europy · (Puchar UEFA)                                               | finalista                                                          | 2    | 1993, 2002 |
| · Puchar Zdobywców                                                          | zdobywca                                                           | 1    | 1966       |
| · Puchar Zdobywców                                                          | finalista                                                          | –    |            |
| · Superpuchar UEFA                                                          | zdobywca                                                           | –    |            |
| · Superpuchar UEFA                                                          | finalista                                                          | 1    | 1997       |
| FIFA                                                                        | Zdobyte trofea w rozgrywkach międzynarodowych (stan na: 1-06-2024) |      |            |

### Trofea krajowe
| \| \| Zdobyte trofea w rozgrywkach Niemiec (stan na: 27-05-2023) \| |                                                            |      |                                                                  |
| Rozgrywki                                                           | Osiągnięcie                                                | Razy | Sezon(y)                                                         |
| · Mistrzostwo                                                       | I miejsce                                                  | 8    | 1956**, 1957**, 1963**, 1995, 1996, 2002, 2011, 2012             |
| · Mistrzostwo                                                       | II miejsce                                                 | 11   | 1949, 1961, 1966, 1992, 2013, 2014, 2016, 2019, 2020, 2022, 2023 |
| · Mistrzostwo                                                       | III miejsce                                                | 7    | 1965, 1967, 1997, 2001, 2003, 2017, 2021                         |
| Puchar                                                              | zdobywca                                                   | 5    | 1965, 1989, 2012, 2017. 2021                                     |
| Puchar                                                              | finalista                                                  | 5    | 1963, 2008, 2014, 2015, 2016                                     |
| Superpuchar                                                         | zdobywca                                                   | 6    | 1989, 1995, 1996, 2013, 2014, 2019                               |
| Superpuchar                                                         | finalista                                                  | 6    | 2011, 2012, 2016, 2017, 2020, 2021                               |
| · Puchar Ligi                                                       | zdobywca                                                   | –    |                                                                  |
| · Puchar Ligi                                                       | finalista                                                  | 1    | 2003                                                             |
| Niemcy                                                              | Zdobyte trofea w rozgrywkach Niemiec (stan na: 27-05-2023) |      |                                                                  |

## Sezony (w XXI wieku)
| Sezon     | Liga       | Poziom | Miejsce w lidze | Uwagi          |
| --------- | ---------- | ------ | --------------- | -------------- |
| 1999/2000 | Bundesliga | I      | 11              |                |
| 2000/2001 | Bundesliga | I      | 3               |                |
| 2001/2002 | Bundesliga | I      | 1               |                |
| 2002/2003 | Bundesliga | I      | 3               |                |
| 2003/2004 | Bundesliga | I      | 6               |                |
| 2004/2005 | Bundesliga | I      | 7               |                |
| 2005/2006 | Bundesliga | I      | 7               |                |
| 2006/2007 | Bundesliga | I      | 9               |                |
| 2007/2008 | Bundesliga | I      | 13              |                |
| 2008/2009 | Bundesliga | I      | 6               |                |
| 2009/2010 | Bundesliga | I      | 5               |                |
| 2010/2011 | Bundesliga | I      | 1               |                |
| 2011/2012 | Bundesliga | I      | 1               | Puchar Niemiec |
| 2012/2013 | Bundesliga | I      | 2               |                |
| 2013/2014 | Bundesliga | I      | 2               |                |
| 2014/2015 | Bundesliga | I      | 7               |                |
| 2015/2016 | Bundesliga | I      | 2               |                |
| 2016/2017 | Bundesliga | I      | 3               | Puchar Niemiec |
| 2017/2018 | Bundesliga | I      | 4               |                |
| 2018/2019 | Bundesliga | I      | 2               |                |
| 2019/2020 | Bundesliga | I      | 2               |                |
| 2020/2021 | Bundesliga | I      | 3               | Puchar Niemiec |
| 2021/2022 | Bundesliga | I      | 2               |                |
| 2022/2023 | Bundesliga | I      | 2               |                |
| 2023/2024 | Bundesliga | I      | 5               |                |
| 2024/2025 | Bundesliga | I      | 4               |                |

## Statystyki i rekordy

### Bilans w Bundeslidze
- Ogółem: 40 sezonów, 1356 meczów, 561 wygranych, 335 remisów, 440 porażek. Bramki (strzelone, stracone): 2314-2011. Punkty: 2038
- Najwyższe zwycięstwo u siebie: 11:1 (przeciwko Arminii Bielefeld 1982),
- Najwyższe zwycięstwo na wyjeździe: 6:1 (przeciwko 1. FC Köln 1994, 2012, oraz przeciwko Greuther Fuerth 2013),
- Najwyższa porażka u siebie: 1:5 (przeciwko Werderowi Brema 1971),
- Najwyższa porażka na wyjeździe: 0:12 (przeciwko Borussii Mönchengladbach 1978),
- Najdłuższa seria bez porażki: 24 mecze (sezon 2011/2012),
- Najdłuższa seria bez zwycięstwa: 14 meczów (sezony 1990/1991 oraz 1999/2000)
- „Najlepszy wicelider Bundesligi”: 77 punktów (2015/2016)

### Bilans w europejskich pucharach
- Ogółem: 22 sezony, 155 meczów, 79 wygranych, 30 remisów, 46 porażek. Bramki (strzelone, stracone): 248-168
- Liga Mistrzów: 10 sezonów, 77 mecze, 39 wygranych, 16 remisów, 22 porażki. Bramki (strzelone, stracone): 129-89
- Puchar Zdobywców Pucharów: 3 sezony, 15 meczów, 9 wygranych, 3 remisy, 3 porażki. Bramki (strzelone, stracone): 32-15
- Puchar UEFA: 9 sezonów, 61 meczów, 31 wygranych, 10 remisów, 20 porażek. Bramki (strzelone, stracone): 86-61.
- Najwyższe zwycięstwo u siebie: 8:0 (przeciwko Floriana La Valetta, 1965)
- Najwyższe zwycięstwo na wyjeździe: 6:0 (przeciwko Legii Warszawa, 2016)
- Najwyższa porażka u siebie: 1:4 (przeciwko A.C. Milan, 1958)
- Najwyższa porażka na wyjeździe: 0:5 (przeciwko Club Brugge, 1987)

### Rekordy
| Najwięcej meczów w BVB | Najwięcej meczów w BVB | Najwięcej meczów w BVB |
| ---------------------- | ---------------------- | ---------------------- |
| 561                    | 1981–1998              | Michael Zorc           |
| 410                    | 1992-2004              | Stefan Reuter          |
| 403                    | 1994-2009              | Lars Ricken            |
| 375                    | 2010-2021              | Łukasz Piszczek        |
| 368                    | 1956-1974              | Dieter Kurrat          |

| Najwięcej goli w BVB | Najwięcej goli w BVB | Najwięcej goli w BVB |
| -------------------- | -------------------- | -------------------- |
| 174                  | 1946–1949 1950–1957  | Alfred Preißler      |
| 158                  | 1976–1983            | Manfred Burgsmüller  |
| 155                  | 1981–1998            | Michael Zorc         |
| 146                  | 1956-1974            | Lothar Emmerich      |
| 145                  | 1974–1986            | Friedhelm Konietzka  |

## Obiekty

### Weiße Wiese
Kiedy założono Borussię piłkarze musieli rozgrywać gdzieś swoje mecze. Do tej pory zbierali się oni na Borsigplatz, niedaleko centrum miasta jednak jako, że plac był położony tuż obok kościoła, a jego kapelanowi Hubertowi Dewaldowi nie odpowiadał ten sport, piłkarze przenieśli się na miejsce nazwane później Weiße Wiese (pol. Biała łąka). Dziś w tym miejscu znajduje się basen, a dookoła roztacza się park Hoescha (Hoeschpark). 14 sierpnia 1924 utworzono w okolicach polany trybuny dla widzów, jednakże przed wybuchem wojny klub został zmuszony do opuszczenia stadionu – spowodowane było to pracami fortyfikacyjnymi wykonywanymi w parku Hoescha.

### Rote Erde
W 1937 Borussia przeniosła się na stadion położony w okolicach ulicy Ruhrschnellweg, stworzony w 1926 przez Hansa Strobela. Stadion posiadał więcej niż 30 tysięcy miejsc i był używany przez wiele drużyn. Pierwszy rekord padł w 1939, gdy na mecz z Schalke Gelsenkirchen przyszło 30 tys. ludzi. Po wojnie BVB powróciła na Rote Erde (pol. Czerwona ziemia), gdzie występowała aż do 1974. Wtedy też otworzono jeden z największych ówczesnych stadionów Niemiec – Westfalenstadion. 42-tysięczny gigant miał być jedną z aren zbliżających się mistrzostw świata, a po nich miał służyć Borussii Dortmund. Co ważne obydwa stadiony (Rote Erde i Westfalenstadion) znajdują się w swoim bezpośrednim sąsiedztwie. To na nim rozgrywa swoje mecze drużyna rezerw BVB.

### Westfalenstadion

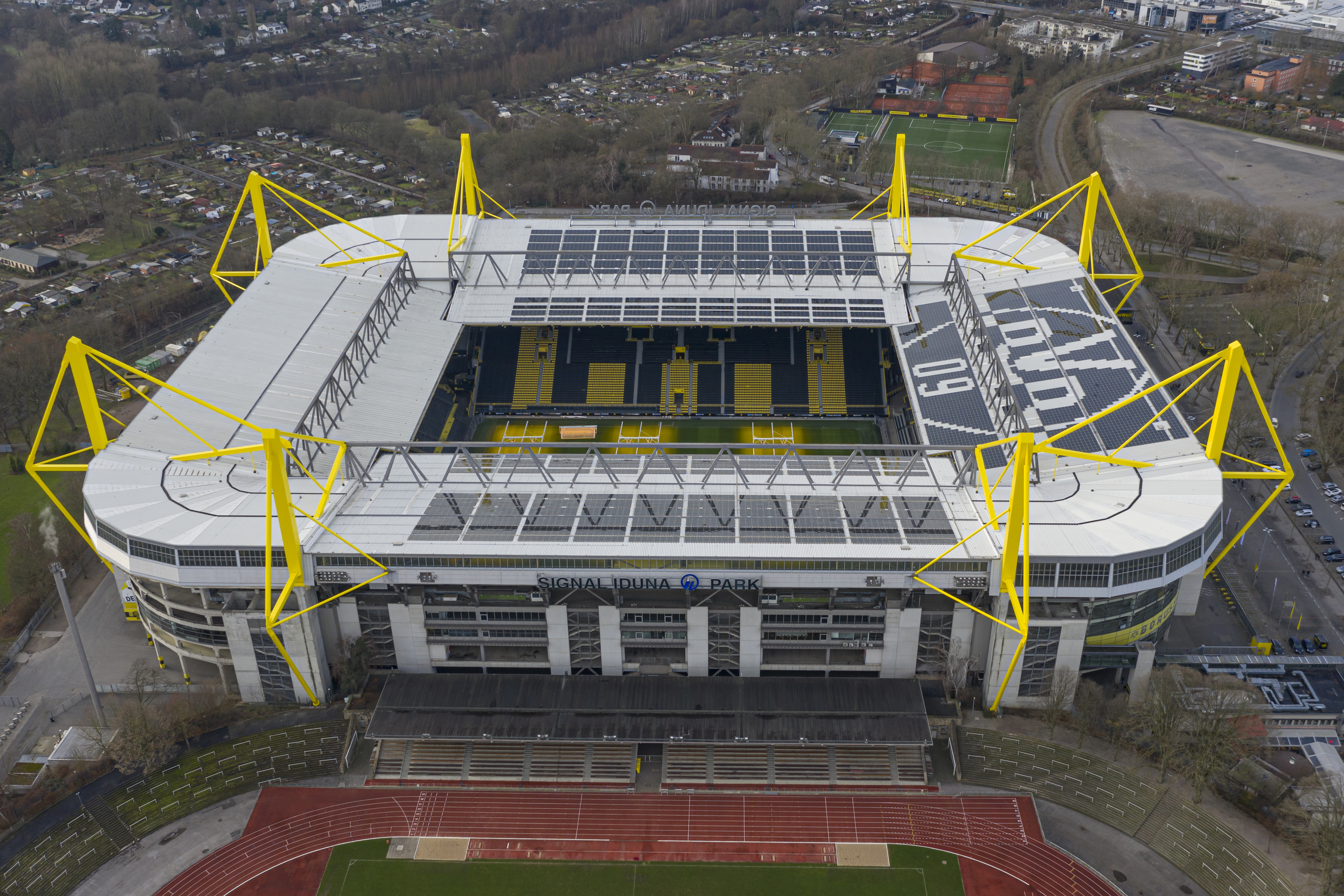
Signal Iduna Park

Historia Westfalenstadion (pol. Stadion Westfalii) sięga 1965, kiedy to po raz pierwszy zaplanowano budowę nowego stadionu dla Borussii. Obiekt stworzony na potrzeby mistrzostw świata w 1974 stał się jednym z najsłynniejszych stadionów świata, dziś kojarzy się głównie z żywiołowo reagującą widownią kibicującą Borussii Dortmund. Budowa stadionu została sfinansowana przez władze miasta Dortmund. Obiekt, który początkowo mieścił 54 tysiące osób był kilkakrotnie rozbudowywany. Po raz pierwszy w 1992 stadion dotknęła generalna przebudowa. Związana ona była z nowymi wymogami UEFA dotyczącymi liczby miejsc siedzących, pojemność stadionu ograniczyła się do 48 tysięcy. Już w połowie lat 90. podjęto decyzję o rozbudowie Westfalenstadion. W 1999 skończono przebudowę i stadion mógł pomieścić 69 tysięcy widzów. Na potrzeby mistrzostw świata z 2006 stadion po raz kolejny został powiększony do 83 tysięcy miejsc. Obecnie jest to największy stadion w Niemczech. W 2005 Borussia w wyniku kłopotów finansowych została zmuszona do sprzedaży nazwy stadionu firmie Signal Iduna, od tej pory obiekt ten nosi nazwę Signal Iduna Park. Borussia zarobiła na tej operacji około 120 milionów euro.

### Dortmund-Brackel
Na terenie starego lotniska Dortmund-Brackel Borussia stworzyła centrum szkoleniowe spełniające najostrzejsze wymogi UEFA i DFB. Otwarto je w maju 2006, posiada ono m.in. jedenaście boisk, z czego dziewięć trawiastych, dwa ze sztuczną murawą i cały system odbudowy fizycznej. W ośrodku trenują wszystkie drużyny Borussii Dortmund.

## Kibice

### Fani Borussii
Borussia nie tylko dzięki sportowym sukcesom jest postrzegana jako jedna z największych i najlepszych drużyn piłkarskich świata. Jej wizytówką są kibice, którzy przez wielu są uznawani za najlepszych i najbardziej oddanych fanów drużyn piłkarskich świata. Przez wiele lat trybuny na Westfalenstadion gościły największą liczbę kibiców w całych Niemczech. Rok po roku systematycznie rosła liczba widzów oglądających regularnie spotkania czarno-żółtych. Obecnie Borussia ma największą w Europie średnią liczbę widzów na swoich meczach. Warto wspomnieć o największym obecnie serwisie fan-zine w Niemczech, serwisie Schwatzgelb.de, skupiającym wokół siebie fan-cluby Borussii na całym świecie (m.in. z Polski). Corocznie karnet sezonowy wykupuje ponad 45 tysięcy ludzi. W 2007 sprzedano prawie 50 000 karnetów. Oficjalnie zarejestrowanych jest prawie 650 fanklubów Borussii Dortmund na całym świecie. Należy do nich ponad 25 tysięcy osób.
Kibice Borussii sympatyzują z fanami Celticu. W 1966, gdy Borussia wygrywała mecz finału PZP z Liverpoolem FC to właśnie szkoccy kibice wsparli dopingiem klub z Dortmundu. Tak nawiązała się przyjaźń kibiców, która trwa po dziś dzień. Na trybunach Westfalenstadion często można ujrzeć podwójne szaliki – właśnie Borussii i Celticu.

### Frekwencja
| Rozgrywki     | Sezon     | Średnia widzów | Najwyższa frekwencja | Najniższa frekwencja |
| ------------- | --------- | -------------- | -------------------- | -------------------- |
| Bundesliga    | 2012/2013 | 80645          | 80645                | 80645                |
| Liga Mistrzów | 2012/2013 | 65829          | 65829                | 65829                |
| Bundesliga    | 2011/2012 | 80552          | 80720                | 78400                |
| Liga Mistrzów | 2011/2012 | 65393          | 65590                | 65000                |
| Bundesliga    | 2010/2011 | 78295          | 80720                | 70100                |
| Bundesliga    | 2009/2010 | 75737          | 80552                | 70400                |

### Rywalizacja lokalna

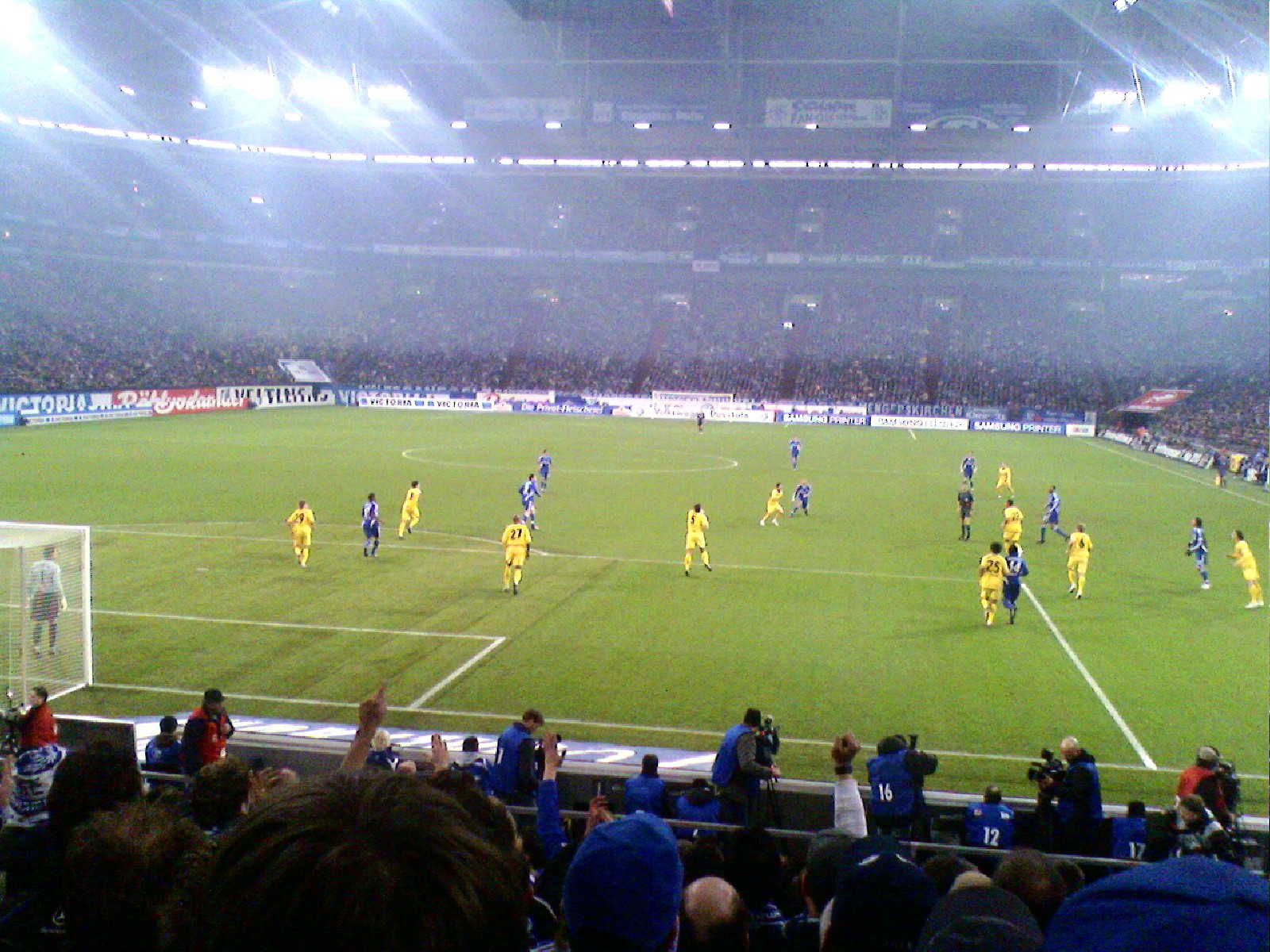
Borussia Dortmund w wyjazdowym meczu przeciwko FC Schalke 04 w Bundeslidze 2009

Największym rywalem Borussii Dortmund jest jej sąsiad zza miedzy Schalke 04 Gelsenkirchen. Podłożem wzajemnej niechęci jest pochodzenie obydwóch klubów. Borussia jest klubem wywodzącym się raczej z bogatej klasy średniej, natomiast Schalke było klubem robotników, górników i innych osób wykonujących zawody fizyczne. Rywalizacja przybrała na sile, gdy Borussia odnosiła sukcesy na arenie krajowej. Mistrzostwa w latach 50. i dobra gra na początku 60. doprowadziły do pogłębienia wzajemnej antypatii obu klubów. 6 września 1969 doszło do kuriozalnej sytuacji, która definitywnie poróżniła kibiców obu drużyn: podczas kolejnego Revierderby, po zdobyciu przez Schalke gola dającego prowadzenie, na murawę wtargnęli kibice drużyny z Gelsenkirchen. W odpowiedzi na to ochroniarze na Rote Erde spuścili psy, jeden z nich ugryzł Friedela Rauscha w pośladek. Po szybkim zabiegu medycznym zawodnik wrócił do gry. Drużyna niebieskich nie wniosła żadnej skargi do DFB, w ramach przeprosin zawodnik otrzymał 500 marek i bukiet kwiatów od zarządu Borussii. Przed rozpoczęciem meczu rewanżowego w Gelsenkirchen ówczesny prezes Schalke, Günter Siebert, postanowił odegrać się na konkurentach z sąsiedztwa i kazał wprowadzić na murawę ochroniarzy z lwami na smyczach. Do dziś przejście z jednego klubu do drugiego jest uznawane za spory nietakt.
Nowszym rywalem Borussii jest Bayern Monachium. Jest to spowodowane wieloletnią dominacją klubu z Bawarii w Bundeslidze. Dziś to właśnie derby Westfalii oraz spotkania Borussii z Bayernem są uznawane za jedne z najlepszych i najbardziej emocjonujących spotkań Bundesligi.

## Giełda
28 listopada 1999 podczas zebrania zarządu spółki podjęto decyzję, że klub wejdzie na giełdę. Było to wynikiem słabszych wyników finansowych klubu, Borussia jako pierwszy zespół w Bundeslidze zdecydował się na taki krok. 1 lipca 1999 Borussia Dortmund została zarejestrowana na giełdzie jako siostrzana spółka akcyjna Borussia Dortmund GmbH & Co. W wyniku wejścia na giełdę klub zebrał ponad 61 milionów euro.
Głównymi udziałowcami spółki są BlueBay Asset Management Ltd. (17,09%) i Morgan Stanley (16,25%). Florian Homm, jeden z regionalnych biznesmenów posiada ponad 13% akcji. Sporą część posiadają także Albrecht Knauf (5,0%) i Bernd Geske (7,66%). Udziałowcami BVB są także goool.de czy BVB Stadion GmbH.

## Herb
Do 1919 na koszulkach Borussii widniało czarne B, symbolizujące nazwę Borussii. W tymże roku klub oficjalnie zarejestrowano w sądzie i lokalny grafik Eduard Birk wykonał logo Borussii, które z nieznacznymi zmianami przetrwało do dziś. Było to koło, z czarną obwolutą, w które wpisane były litery „B, V, B” („V” na górze, „B” równolegle do siebie poniżej) oraz cyfry „09” ustawione poniżej „V”. Taki też herb widnieje na koszulkach piłkarzy BVB po dziś dzień, jedyną zmianą dokonaną w tym czasie była ta z połowy lat 90., gdy menadżer klubu postanowił usunąć czarną obwolutę i „pogrubić” cyfry oraz litery.
W sezonie 1976/77 logo BVB zastąpiono wizerunkiem głowy lwa, którego otaczał napis „BV Borussia 09 e.V. Dortmund”. Był to symbol ówczesnego sponsora Borussii firmy Samson, która za tę operację zapłaciła klubowi z Westfalii 100 tysięcy marek niemieckich.

1899-1964
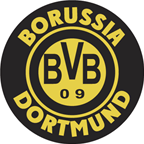
1964-1974
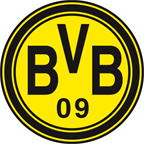
1974–1976
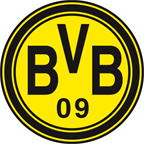
1978-1993
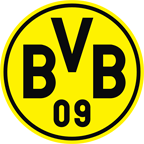
Od 1993

## Hymn klubu
Pierwsza zwrotka i refren hymnu Borussii Dortmund (niem.)
Wir zieh’n vergnügt und froh dahin,
schwarz-gelb ist unsere Tracht.
Wir haben stets einen heiteren Sinn,
sind lustig, nie verzagt.
Wir kennen eine Feindschaft nicht,
wir schaffen Hand in Hand.
Stets ruhig Blut, ein froh’ Gesicht
ist jedem wohlbekannt.
ref.
Wir halten fest und treu zusammen,
Hipp-Hipp-Hurra! Borussia!
Vor keinem Gegner wir verzagen,
Hipp-Hipp-Hurra! Borussia!

## Stroje
Na początku barwy Borussii były niebiesko-białe z czerwonym paskiem okalającym pierś. Był to symbol zjednoczenia z ludem pracującym, czyli kibicami klubu. Jednak już w 1913 nastąpiła zmiana barw na legendarne czarno-żółte. Było to związane z tym, że Borussia chciała jak najbardziej odróżniać się od lokalnego rywala Schalke 04, który nosił podobne barwy. Kolory stroju, w którym zespół Borussii gra do dzisiejszego dnia, zostały przyjęte jako oficjalne 14 lutego 1913.
W sezonie 1974/75 Borussia po pierwszy w historii grała z reklamą sponsora na koszulkach. Miasto Dortmund sfinansowało budowę Westfalenstadion, w zamian klub udostępnił miastu powierzchnię reklamową na trykotach. Widniał na nich napis Dortmund, a na piersi w kręgu kwiat, piłka oraz wizerunek Florianturm, wieży stojącej w parku westfalskim. Napis Dortmund widnieje na każdych koszulkach po dziś dzień.
W 1976 Borussia powróciła do Bundesligi, a wraz z awansem zmienił się sponsor klubu. Została nim holenderska firma tytoniowa Samson, taki też napis widniał na piersi zawodników natomiast na sercu było logo z lwem w kole. Na tyle widniał napis Dortmund i numer. Od 1978 powrócono do klasycznego czarnego napisu BVB 09 na żółtym tle. Sponsorem był wtedy Prestolith.
W połowie lat 90. za rezerwowy kolor koszulek przyjęto kolor biały, co było wymogiem DFB. Kolor biały powtórzył się w sezonie 2006/07 gdy Borussia występowała w koszulce żółto-biało-czarnej (żółto-białe pasy i czarne wykończenia). W sezonie 2007/08 BVB grało z czerwonymi koszulkami rezerwowymi.

## Sponsorzy i producenci strojów (sponsorzy techniczni)
Większość sponsorów Borussii jest powiązana z regionem Westfalii, jak Signal Iduna (sponsor stadionu BVB). Obecny sponsor R.A.G. przeprowadził nawet kampanię mającą na celu pokazanie związku Borussii, regionu i tejże właśnie firmy. Obecny kontrakt gwarantuje Borussii 10 milionów euro na rok. 

### Sponsorzy
- 1974–1976: Miasto Dortmund
- 1976–1978: „Samson” (przemysł tytoniowy)
- 1978–1980: „Prestolith” (ze spółki MoTip Dupli GmbH, lakiernictwo)
- 1980–1983: „UHU” (kleje)
- 1983–1986: „Artic” (producent lodów)
- 1986–1997: „Continentale” (ubezpieczenia)
- 1997–1999: „s. Oliver” (moda)
- 1999–2005: „E.ON” (grupa energetyczna)
- 2006–2007: „RAG” (konsorcjum energetyczne)
- Od 2007: „Evonik Industries AG” (należy do konsorcjum RAG, konsorcjum energetyczno-chemiczne)
- Od 2017: „Bwin Interactive Entertainment AG” (austriacki bukmacher)

### Producenci strojów
- 1963–1964: Umbro
- 1974–1990: Adidas
- 1990–2000: Nike
- 2000–2004: Goool.de
- 2004–2009: Nike
- 2009–2012: Kappa
- Od 2012: Puma

## Obecny skład
Stan na 11 czerwca 2025
| Nr | Poz. | Piłkarz                                    |
| -- | ---- | ------------------------------------------ |
| 1  | BR   | Gregor Kobel (wicekapitan)                 |
| 2  | OB   | Yan Couto (wypożyczony z Manchesteru City) |
| 3  | OB   | Waldemar Anton                             |
| 4  | OB   | Nico Schlotterbeck                         |
| 5  | OB   | Ramy Bensebaini                            |
| 6  | PO   | Salih Özcan                                |
| 7  | PO   | Giovanni Reyna                             |
| 8  | PO   | Felix Nmecha                               |
| 9  | NA   | Serhou Guirassy                            |
| 10 | PO   | Julian Brandt                              |
| 13 | PO   | Pascal Groß                                |
| 14 | NA   | Maximilian Beier                           |
| 16 | NA   | Julien Duranville                          |
| 17 | PO   | Carney Chukwuemeka (wypożyczony z Chelsea) |
| 20 | PO   | Marcel Sabitzer                            |

| Nr | Poz. | Piłkarz                                      |
| -- | ---- | -------------------------------------------- |
| 23 | PO   | Emre Can (kapitan)                           |
| 24 | OB   | Daniel Svensson (wypożyczony z Nordsjælland) |
| 25 | OB   | Niklas Süle (3. kapitan)                     |
| 26 | OB   | Julian Ryerson                               |
| 27 | NA   | Karim Adeyemi                                |
| 31 | BR   | Silas Ostrzinski                             |
| 33 | BR   | Alexander Meyer                              |
| 35 | BR   | Marcel Lotka                                 |
| 37 | NA   | Cole Campbell                                |
| 38 | PO   | Kjell Wätjen                                 |
| 39 | OB   | Filippo Mane                                 |
| 42 | OB   | Almugera Kabar                               |
| 43 | NA   | Jamie Gittens                                |
| 77 | PO   | Jobe Bellingham                              |

### Wypożyczeni
| Nr | Poz. | Piłkarz                            |
| -- | ---- | ---------------------------------- |
| 9  | NA   | Sébastien Haller (w Utrechcie)     |
| 18 | NA   | Youssoufa Moukoko (w Nice)         |
| 44 | OB   | Soumaïla Coulibaly (w Stade Brest) |

## Inne sekcje klubu

### Borussia Dortmund II
Ballspielverein Borussia 09 Dortmund II jest drużyną rezerwową klubu Borussia Dortmund. Drużyna obecnie występuje w 3. Lidze (3. poziom rozgrywek piłki nożnej w Niemczech). Do 2005 roku zespół grał pod nazwą Borussia Dortmund Amateure.

#### Stadion
Klub rozgrywa swoje mecze domowe na stadionie Rote Erde w mieście Dortmund, który może pomieścić 9,999 widzów.

#### Sukcesy
- Oberliga Westfalen (IV):
  - mistrzostwo: 1998, 2002 i 2006.
  - wicemistrzostwo: 1995.
- Regionalliga West (IV):
  - mistrzostwo: 2009 i 2012.
- Westfalen Cup (Puchar Westfalii):
  - finalista: 1991.

#### Sezony (w XXI wieku)
| Sezon   | Liga                        | Poziom | Miejsce |
| 1999/00 | Regionalliga (West/Südwest) | III    | 10      |
| 2000/01 | Regionalliga (Nord)         | III    | 18      |
| 2001/02 | Oberliga (Westfalen)        | IV     | 1       |
| 2002/03 | Regionalliga (Nord)         | III    | 5       |
| 2003/04 | Regionalliga (Nord)         | III    | 10      |
| 2004/05 | Regionalliga (Nord)         | III    | 15      |
| 2005/06 | Oberliga (Westfalen)        | IV     | 1       |
| 2006/07 | Regionalliga (Nord)         | III    | 14      |
| 2007/08 | Regionalliga (Nord)         | III    | 13      |
| 2008/09 | Regionalliga (West)         | IV     | 1       |
| 2009/10 | 3. liga                     | III    | 18      |
| 2010/11 | Regionalliga (West)         | IV     | 6       |
| 2011/12 | Regionalliga (West)         | IV     | 1       |
| 2012/13 | 3. Liga                     | III    | 16      |
| 2013/14 | 3. Liga                     | III    | 14      |
| 2014/15 | 3. Liga                     | III    | 18      |
| 2015/16 | Regionalliga (West)         | IV     | 4       |
| 2016/17 | Regionalliga (West)         | IV     | 2       |
| 2017/18 | Regionalliga (West)         | IV     | 4       |
| 2018/19 | Regionalliga (West)         | IV     | 5       |
| 2019/20 | Regionalliga (West)         | IV     | 9       |
| 2020/21 | Regionalliga (West)         | IV     | 1       |
| 2021/22 | 3. Liga                     | III    | 9       |
| 2022/23 | 3. Liga                     | III    | 13      |
| 2023/24 | 3. Liga                     | III    | 11      |
| 2024/25 | 3. Liga                     | III    | 17      |

#### Profil klubu
- BV Borussia 09 Dortmund II, [w:] baza Soccerway (drużyny) [dostęp 2021-01-02].
- Borussia Dortmund II, [w:] baza Transfermarkt (drużyny) [dostęp 2021-05-16].

### Juniorzy
Drużyny juniorów klubu Borussia Dortmund w sezonie 2016/17 występują w:
- Drużyna U-19 w Bundeslidze West (1. poziom).
- Drużyna U-17 w Bundeslidze West (1. poziom).